# Tumlin-Dąbrówka
Tumlin-Dąbrówka – wieś w Polsce, położona w województwie świętokrzyskim, w powiecie kieleckim, w gminie Zagnańsk. 
| SIMC    | Nazwa          | Rodzaj     |
| ------- | -------------- | ---------- |
| 0280117 | Tumlin-Zacisze | przysiółek |

Dojazd z Kielc zapewniają autobusy komunikacji miejskiej linii 32.
W latach 1975–1998 miejscowość należała administracyjnie do województwa kieleckiego.
Przez miejscowość przebiega droga wojewódzka nr 750.